# Балкарский национальный округ
Балка́рский национальный о́круг  —  один из шести округов Автономной Горской ССР. Организован на основании декрета ВЦИК от 20 января 1921 года с административным центром в Долинске (ныне район Нальчика). Но само образование шести округов в составе Горской АССР было провозглашено на Съезде народов Терека 19 ноября 1920 года.

## Окружные съезды
- I окружной съезд Советов Балкарского округа (Нальчик, 6–8 апреля 1921 г.), председатель Магомет Энеев. Присутствовали 71 делегат от селений Балкарии и представители от Кабардинского исполкома Калмыков Б. Э., Прохоров, Хобаев и члены Балкарского партбюро Кучумов и Макаров.
- II окружной съезд Советов Балкарского округа (Нальчик, 8–? ноября 1921 г.)

## Руководители
- Жангуразов Хаджи-Бекир Цефеллеуович — 12 марта — 8 апреля 1921 года, избран на заседании Нальчикского окрисполкома[5]
- Энеев Магомет Алиевич — 8 апреля 1921 — 16 января 1922г, избран на I окружном съезде. Продолжил возглавлять округ в составе Кабардино-Балкарской АО до 20 сентября 1922 года. После, округ возглавил Гемуев Ако, проработавший на этой должности 4 года.

## Население
- Балкарцы
- Кабардинцы
- Русские

## Преобразование
Из-за больших внутренних противоречий существование Горской АССР было непродолжительным и уже через год, 16 января 1922 года, поставили вопрос о выделении Балкарского округа из Горской АССР, а в декабре 1922 года областной съезд Советов окончательно оформил образование  Кабардино-Балкарской автономной области. Так произошло объединение Балкарии и Кабарды в Кабардино-Балкарскую автономную область в составе Юго-Восточного (с 1924 г. — Северо-Кавказского) края РСФСР.
В 1931 году округ был преобразован в Балкарский район.